# Danville (Illinois)
Danville és una ciutat dels Estats Units a l'estat d'Illinois. Segons el cens del tenia 33.904 habitants.

## Demografia
Segons el cens del 2000, Danville tenia 33.904 habitants, 13.327 habitatges, i 8.156 famílies. La densitat de població era de 770 habitants/km².
Dels 13.327 habitatges en un 28% hi vivien nens de menys de 18 anys, en un 42% hi vivien parelles casades, en un 15,1% dones solteres, i en un 38,8% no eren unitats familiars. En el 33,9% dels habitatges hi vivien persones soles el 15,5% de les quals corresponia a persones de 65 anys o més que vivien soles. El nombre mitjà de persones vivint en cada habitatge era de 2,35 i el nombre mitjà de persones que vivien en cada família era de 3,01.
Per edats la població es repartia de la següent manera: un 24,9% tenia menys de 18 anys, un 9,5% entre 18 i 24, un 27,7% entre 25 i 44, un 21,3% de 45 a 60 i un 16,6% 65 anys o més.
L'edat mediana era de 37 anys. Per cada 100 dones de 18 o més anys hi havia 97,7 homes.
La renda mediana per habitatge era de 30.431 $ i la renda mediana per família de 39.308 $. Els homes tenien una renda mediana de 31.027 $ mentre que les dones 22.303 $. La renda per capita de la població era de 16.476 $. Aproximadament el 13,4% de les famílies i el 18,1% de la població estaven per davall del llindar de pobresa.

## Poblacions properes
El següent diagrama mostra les poblacions més properes.